# 威廉·阿瑟·刘易斯
威廉·阿瑟·刘易斯爵士（英語：Sir William Arthur Lewis，1915年1月23日—1991年6月15日）是聖露西亞經濟學家，因為其於發展經濟學上的貢獻而聞名。1979年，與西奥多·舒尔茨一同獲得諾貝爾經濟學獎，第一位拿到諾貝爾獎非和平獎項的黑人，迄今唯一一位拿到諾貝爾科學研究獎項的黑人。他的哥哥艾伦·蒙哥马利·刘易斯为圣卢西亚自英国独立后的第一任总督。

## 刘易斯拐点
刘易斯拐点（Lewis Turning Point，又译“路易斯拐点”）由刘易斯在1968年提出，形容农村廉价劳动力被经济增长全部吸纳后，工资会显著上升。路易斯用这套理论显示工业化与城市化进程是解决农村贫困问题的最佳途经。